# Lerista ingrami
Lerista ingrami este o specie de șopârle din genul Lerista, familia Scincidae, descrisă de Storr 1991. Conform Catalogue of Life specia Lerista ingrami nu are subspecii cunoscute.